# WHTZ

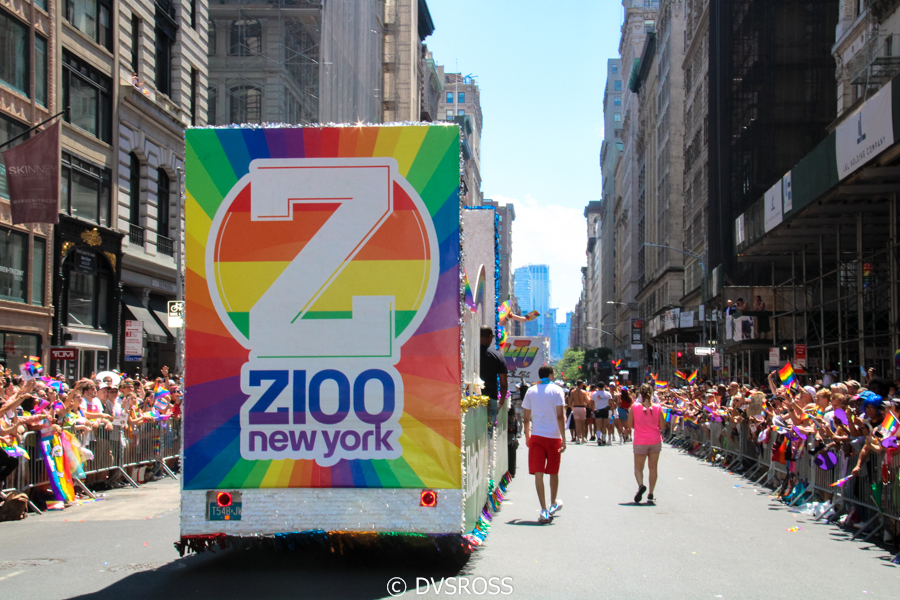
Carro alegórico em Stonewall 50 – WorldPride NYC 2019

WHTZ conhecido também como Z100, é uma estação de rádio de Nova York e que atua na frequência de 100.3 MHz.